# Argentína a 2016. évi nyári olimpiai játékokon
Argentína a brazíliai Rio de Janeiróban megrendezett 2016. évi nyári olimpiai játékok egyik részt vevő nemzete volt. Az országot az olimpián 25 sportágban 215 sportoló képviselte, akik összesen 4 érmet szereztek.

## Érmesek
| Érem  | Versenyző | Sportág    | Versenyszám |
| ----- | --- | ---------- | ----------- |
| Arany | Paula Pareto | Cselgáncs  | Női légsúly |
| Arany | Nemzeti válogatott Manuel Brunet Facundo Callioni Juan Ignacio Gilardi Isidoro Ibarra Pedro Ibarra Juan Martín López Luca Masso Agustín Mazzilli Joaquín Menini Ignacio Ortiz Matías Paredes Gonzalo Peillat Lucas Rey Matías Rey Lucas Rossi Juan Manuel Saladino Lucas Vila Juan Manuel Vivaldi | Gyeplabda  | Férfi       |
| Arany | Santiago Lange Cecilia Carranza Saroli | Vitorlázás | Nacra 17    |
| Ezüst | Juan Martín del Potro | Tenisz     | Férfi egyes |

## Atlétika
Férfi
| Versenyző            | Versenyszám     | Döntő   | Döntő    |
| Versenyző            | Versenyszám     | Idő     | Helyezés |
| -------------------- | --------------- | ------- | -------- |
| Federico Bruno       | Maraton         | 2:40:05 | 137.     |
| Mariano Mastromarino | Maraton         | 2:18:44 | 53.      |
| Luis Molina          | Maraton         | 2:23:55 | 89.      |
| Juan Manuel Cano     | 20 km gyaloglás | 1:27:27 | 51.      |

| Versenyző           | Versenyszám   | Selejtező | Selejtező | Döntő    | Döntő    |
| Versenyző           | Versenyszám   | Eredmény  | Helyezés  | Eredmény | Helyezés |
| ------------------- | ------------- | --------- | --------- | -------- | -------- |
| Germán Chiaraviglio | Rúdugrás      | 570 cm    | 7.*       | 550 cm   | 11.      |
| Germán Lauro        | Súlylökés     | 19,89 m   | 19.       | kiesett  | kiesett  |
| Braian Toledo       | Gerelyhajítás | 81,96 m   | 12.       | 79,81 m  | 10.      |

Női
| Versenyző      | Versenyszám    | Előfutam | Előfutam | Előfutam | Döntő         | Döntő         |
| Versenyző      | Versenyszám    | Idő      | Hely.    | Össz.    | Idő           | Helyezés      |
| -------------- | -------------- | -------- | -------- | -------- | ------------- | ------------- |
| Belén Casetta  | 3000 m akadály | 9:51,85  | 16.      | 45.      | kiesett       | kiesett       |
| Viviana Chávez | Maraton        |          |          |          | 3:03:23       | 125.          |
| Rosa Godoy     | Maraton        |          |          |          | 2:52:31       | 110.          |
| María Peralta  | Maraton        |          |          |          | nem ért célba | nem ért célba |

| Versenyző         | Versenyszám   | Selejtező | Selejtező | Döntő    | Döntő    |
| Versenyző         | Versenyszám   | Eredmény  | Helyezés  | Eredmény | Helyezés |
| ----------------- | ------------- | --------- | --------- | -------- | -------- |
| Bárbara Comba     | Diszkoszvetés | 54,44 m   | 27.       | kiesett  | kiesett  |
| Jennifer Dahlgren | Kalapácsvetés | 63,03 m   | 27.       | kiesett  | kiesett  |

* - két másik versenyzővel azonos eredményt ért el

## Birkózás

### Női
Szabadfogású
| Versenyző         | Versenyszám | Selejtező         | Nyolcaddöntő                | Negyeddöntő       | Elődöntő          | Vigaszág első kör | Vigaszág elődöntő           | Bronz- mérkőzés           | Döntő             | Helyezés |
| Versenyző         | Versenyszám | Ellenfél Eredmény | Ellenfél Eredmény           | Ellenfél Eredmény | Ellenfél Eredmény | Ellenfél Eredmény | Ellenfél Eredmény           | Ellenfél Eredmény         | Ellenfél Eredmény | Helyezés |
| ----------------- | ----------- | ----------------- | --------------------------- | ----------------- | ----------------- | ----------------- | --------------------------- | ------------------------- | ----------------- | -------- |
| Patricia Bermúdez | 48 kg       | erőnyerő          | Mariya Stadnik (AZE) · 0–10 |                   |                   |                   | Iwona Matkowska (POL) · 6-3 | Elica Jankova (BUL) · 6–7 |                   | 5.       |

## Cselgáncs
Férfi
| Versenyző        | Versenyszám | Selejtező         | 32-es főtábla                     | Nyolcaddöntő                                 | Negyeddöntő       | Elődöntő          | Vigaszág elődöntő | Bronz- mérkőzés   | Döntő             | Helyezés |
| Versenyző        | Versenyszám | Ellenfél Eredmény | Ellenfél Eredmény                 | Ellenfél Eredmény                            | Ellenfél Eredmény | Ellenfél Eredmény | Ellenfél Eredmény | Ellenfél Eredmény | Ellenfél Eredmény | Helyezés |
| ---------------- | ----------- | ----------------- | --------------------------------- | -------------------------------------------- | ----------------- | ----------------- | ----------------- | ----------------- | ----------------- | -------- |
| Emmanuel Lucenti | Váltósúly   | erőnyerő          | Nacif Elias (LIB) · 100(1)-000(0) | Antoine Valois-Fortier (CAN) · 010(3)–010(0) | kiesett           | kiesett           |                   |                   |                   | 9.       |

Női
| Versenyző    | Versenyszám | Selejtező         | Nyolcaddöntő                        | Negyeddöntő                            | Elődöntő                        | Vigaszág elődöntő | Bronz- mérkőzés   | Döntő                                                 | Helyezés |
| Versenyző    | Versenyszám | Ellenfél Eredmény | Ellenfél Eredmény                   | Ellenfél Eredmény                      | Ellenfél Eredmény               | Ellenfél Eredmény | Ellenfél Eredmény | Ellenfél Eredmény                                     | Helyezés |
| ------------ | ----------- | ----------------- | ----------------------------------- | -------------------------------------- | ------------------------------- | ----------------- | ----------------- | ----------------------------------------------------- | -------- |
| Paula Pareto | Légsúly     | erőnyerő          | Irina Dolgova (RUS) · 102(1)-000(1) | Csernoviczki Éva (HUN) · 010(0)-000(2) | Kondo Ami (JPN) · 010(1)-000(0) |                   |                   | Csong Bogjong (Jeong Bo-gyeong) (KOR) · 010(2)-000(0) |          |

## Evezés
Férfi
| Versenyző   | Versenyszám  | Előfutam | Előfutam | Vigaszág | Vigaszág | Negyeddöntő | Negyeddöntő | Elődöntő | Elődöntő | Elődöntő | Döntő | Döntő   | Döntő | Helyezés |
| Versenyző   | Versenyszám  | Idő      | Hely.    | Idő      | Hely.    | Idő         | Hely.       | Típus    | Idő      | Hely.    | Típus | Idő     | Hely. | Helyezés |
| ----------- | ------------ | -------- | -------- | -------- | -------- | ----------- | ----------- | -------- | -------- | -------- | ----- | ------- | ----- | -------- |
| Brian Rosso | Egypárevezős | 7:22,69  | 3.       | erőnyerő | erőnyerő | 7:03,23     | 4.          | C/D      | 7:24,65  | 2.       | C     | 6:58,58 | 3.    | 15.      |

Női
| Versenyző     | Versenyszám  | Előfutam | Előfutam | Vigaszág | Vigaszág | Negyeddöntő | Negyeddöntő | Elődöntő | Elődöntő | Elődöntő | Döntő | Döntő   | Döntő | Helyezés |
| Versenyző     | Versenyszám  | Idő      | Hely.    | Idő      | Hely.    | Idő         | Hely.       | Típus    | Idő      | Hely.    | Típus | Idő     | Hely. | Helyezés |
| ------------- | ------------ | -------- | -------- | -------- | -------- | ----------- | ----------- | -------- | -------- | -------- | ----- | ------- | ----- | -------- |
| Lucía Palermo | Egypárevezős | 8:47,01  | 5.       | 8:00,59  | 2.       | 7:56,61     | 6.          | C/D      | 8:15,42  | 3.       | C     | 7:50,59 | 5.    | 17.      |

## Golf
| Versenyző       | Versenyszám  | 1. forduló | 1. forduló | 2. forduló | 2. forduló | 3. forduló | 3. forduló | 4. forduló | 4. forduló | Összesen | Összesen | Összesen |
| Versenyző       | Versenyszám  | Pont       | Par        | Pont       | Par        | Pont       | Par        | Pont       | Par        | Pontszám | Par      | Helyezés |
| --------------- | ------------ | ---------- | ---------- | ---------- | ---------- | ---------- | ---------- | ---------- | ---------- | -------- | -------- | -------- |
| Fabián Gómez    | Férfi egyéni | 70         | −1         | 67         | −4         | 73         | +2         | 69         | −2         | 279      | −5       | 15.      |
| Emiliano Grillo | Férfi egyéni | 70         | −1         | 69         | −2         | 68         | −3         | 70         | −1         | 277      | −7       | 8.       |

## Gyeplabda

### Férfi
| Argentin férfi gyeplabdacsapat-játékoskeret | Argentin férfi gyeplabdacsapat-játékoskeret |
| --- | --- |
| - Manuel Brunet - Facundo Callioni - Juan Ignacio Gilardi - Isidoro Ibarra - Pedro Ibarra (C) - Juan Martín López - Luca Masso - Agustín Mazzilli - Joaquín Menini | - Ignacio Ortiz - Matías Paredes - Gonzalo Peillat - Lucas Rey - Matías Rey - Lucas Rossi - Juan Manuel Saladino - Lucas Vila - Juan Manuel Vivaldi |

#### Eredmények
Csoportkör
B csoport
| Csapat            | M | Gy | D | V | G+ | G– | Gk  | P  |
| ----------------- | - | -- | - | - | -- | -- | --- | -- |
| Németország (GER) | 5 | 4  | 1 | 0 | 17 | 10 | +7  | 13 |
| Hollandia (NED)   | 5 | 3  | 1 | 1 | 18 | 6  | +12 | 10 |
| Argentína (ARG)   | 5 | 2  | 2 | 1 | 14 | 12 | +2  | 8  |
| India (IND)       | 5 | 2  | 1 | 2 | 9  | 9  | 0   | 7  |
| Írország (IRL)    | 5 | 1  | 0 | 4 | 10 | 16 | –6  | 3  |
| Kanada (CAN)      | 5 | 0  | 1 | 4 | 7  | 22 | –15 | 1  |

| 2016. augusztus 6. 10:00 (15:00) | Argentína (ARG)             | 3–3         | Hollandia (NED)                                     | Játékvezetők: Martin Madden (GBR) Adam Kearns (AUS) |
| 2016. augusztus 6. 10:00 (15:00) | Vila 29', 49' · Paredes 54' | Jegyzőkönyv | Hertzberger 18' · Van der Weerden 36' · Van Ass 43' | Játékvezetők: Martin Madden (GBR) Adam Kearns (AUS) |

| 2016. augusztus 8. 12:30 (17:30) | Kanada (CAN) | 1–3         | Argentína (ARG)                | Játékvezetők: Adam Kearns (AUS) Simon Taylor (NZL) |
| 2016. augusztus 8. 12:30 (17:30) | Tupper 55'   | Jegyzőkönyv | Paredes 13' · Peillat 46', 51' | Játékvezetők: Adam Kearns (AUS) Simon Taylor (NZL) |

| 2016. augusztus 9. 11:00 (16:00) | Argentína (ARG) | 1–2         | India (IND)                | Játékvezetők: Paco Vázquez (ESP) Simon Taylor (NZL) |
| 2016. augusztus 9. 11:00 (16:00) | Peillat 49'     | Jegyzőkönyv | Kangujam 8' · K. Singh 35' | Játékvezetők: Paco Vázquez (ESP) Simon Taylor (NZL) |

| 2016. augusztus 11. 12:30 (17:30) | Argentína (ARG)                                 | 4–4         | Németország (GER)                                       | Játékvezetők: Adam Kearns (AUS) Paco Vázquez (ESP) |
| 2016. augusztus 11. 12:30 (17:30) | Vila 4' · Ibarra 29' · Peillat 48' · M. Rey 57' | Jegyzőkönyv | Herzbruch 15' · Wesley 24' · Grambusch 28' · Müller 60' | Játékvezetők: Adam Kearns (AUS) Paco Vázquez (ESP) |

| 2016. augusztus 12. 19:30 (00:30) | Írország (IRL)              | 2–3         | Argentína (ARG)                | Játékvezetők: Simon Taylor (NZL) Paco Vázquez (ESP) |
| 2016. augusztus 12. 19:30 (00:30) | Jermyn 25' · O'Donoghue 51' | Jegyzőkönyv | Saladino 8' · Peillat 27', 51' | Játékvezetők: Simon Taylor (NZL) Paco Vázquez (ESP) |

Negyeddöntő
| 2016. augusztus 14. 10:00 (15:00) | Spanyolország (ESP) | 1–2         | Argentína (ARG)           | Játékvezetők: Martin Madden (GBR) Adam Kearns (AUS) |
| 2016. augusztus 14. 10:00 (15:00) | Quemada 57'         | Jegyzőkönyv | Peillat 15' · Gilardi 59' | Játékvezetők: Martin Madden (GBR) Adam Kearns (AUS) |

Elődöntő
| 2016. augusztus 16. 12:00 (17:00) | Argentína (ARG)                              | 5–2         | Németország (GER)     | Játékvezetők: Marcin Grochal (POL) John Wright (RSA) |
| 2016. augusztus 16. 12:00 (17:00) | Peillat 9', 12', 28' · Menini 36' · Vila 47' | Jegyzőkönyv | Fürste 51' · Rühr 58' | Játékvezetők: Marcin Grochal (POL) John Wright (RSA) |

Döntő
| 2016. augusztus 18. 17:00 (22:00) | Belgium (BEL)           | 2–4         | Argentína (ARG)                                        | Játékvezetők: John Wright (RSA) Christian Blasch (GER) |
| 2016. augusztus 18. 17:00 (22:00) | Cosyns 3' · Boccard 45' | Jegyzőkönyv | P. Ibarra 12' · Ortiz 15' · Peillat 22' · Mazzilli 60' | Játékvezetők: John Wright (RSA) Christian Blasch (GER) |

| Csapat          | Helyezés |
| --------------- | -------- |
| Argentína (ARG) |          |

### Női
| Argentin női gyeplabdacsapat-játékoskeret | Argentin női gyeplabdacsapat-játékoskeret |
| --- | --- |
| - Gabriela Aguirre - Agustina Albertario - Noel Barrionuevo - Pilar Campoy - Martina Cavallero - Julia Gomes Fantasia - Agustina Habif - Florencia Habif | - María José Granatto - Delfina Merino - María Florencia Mutio - Carla Rebecchi (C) - Rocío Sánchez Moccia - Belén Succi - Lucina von der Heyde - Victoria Zuloaga |

#### Eredmények
Csoportkör
B csoport
| Csapat                 | M | Gy | D | V | G+ | G– | Gk  | P  |
| ---------------------- | - | -- | - | - | -- | -- | --- | -- |
| Nagy-Britannia (GBR)   | 5 | 5  | 0 | 0 | 12 | 4  | +8  | 15 |
| Egyesült Államok (USA) | 5 | 4  | 0 | 1 | 14 | 5  | +9  | 12 |
| Ausztrália (AUS)       | 5 | 3  | 0 | 2 | 11 | 5  | +6  | 9  |
| Argentína (ARG)        | 5 | 2  | 0 | 3 | 12 | 6  | +6  | 6  |
| Japán (JPN)            | 5 | 0  | 1 | 4 | 3  | 16 | –13 | 1  |
| India (IND)            | 5 | 0  | 1 | 4 | 3  | 19 | –16 | 1  |

| 2016. augusztus 6. 17:00 (22:00) | Argentína (ARG) | 1–2         | Egyesült Államok (USA)         | Játékvezetők: Michelle Joubert (RSA) Michelle Meister (GER) |
| 2016. augusztus 6. 17:00 (22:00) | Merino 56'      | Jegyzőkönyv | K. Reinprecht 35' · Kasold 50' | Játékvezetők: Michelle Joubert (RSA) Michelle Meister (GER) |

| 2016. augusztus 8. 20:30 (01:30) | Argentína (ARG)                                    | 4–0         | Japán (JPN) | Játékvezetők: Melissa Trivic (AUS) Laurine Delforge (BEL) |
| 2016. augusztus 8. 20:30 (01:30) | Barrionuevo 13', 18' · Rebecchi 48' · Granatto 50' | Jegyzőkönyv |             | Játékvezetők: Melissa Trivic (AUS) Laurine Delforge (BEL) |

| 2016. augusztus 10. 13:30 (18:30) | Nagy-Britannia (GBR)                                         | 3–2         | Argentína (ARG) | Játékvezetők: Michelle Meister (GER) Miao Lin (CHN) |
| 2016. augusztus 10. 13:30 (18:30) | K. Richardson-Walsh 23' · H. Richardson-Walsh 25' · Bray 38' | Jegyzőkönyv | Habif 41', 42'  | Játékvezetők: Michelle Meister (GER) Miao Lin (CHN) |

| 2016. augusztus 11. 18:00 (23:00) | Ausztrália (AUS) | 1–0         | Argentína (ARG) | Játékvezetők: Laurine Delforge (BEL) Amy Baxter (USA) |
| 2016. augusztus 11. 18:00 (23:00) | Smith 33'        | Jegyzőkönyv |                 | Játékvezetők: Laurine Delforge (BEL) Amy Baxter (USA) |

| 2016. augusztus 13. 10:00 (15:00) | Argentína (ARG)                                                   | 5–0         | India (IND) | Játékvezetők: Chieko Soma (JPN) Sarah Wilson (GBR) |
| 2016. augusztus 13. 10:00 (15:00) | Cavallero 16', 29' · Granatto 23' · Rebecchi 26' · Albertario 27' | Jegyzőkönyv |             | Játékvezetők: Chieko Soma (JPN) Sarah Wilson (GBR) |

Negyeddöntő
| 2016. augusztus 15. 20:30 (1:30) | Hollandia (NED)                      | 3–2         | Argentína (ARG)           | Játékvezetők: Michelle Joubert (RSA) Laurine Delforge (BEL) |
| 2016. augusztus 15. 20:30 (1:30) | Welten 5' · Leurink 25' · Jonker 47' | Jegyzőkönyv | F. Habif 41' · Merino 53' | Játékvezetők: Michelle Joubert (RSA) Laurine Delforge (BEL) |

| Csapat          | Helyezés |
| --------------- | -------- |
| Argentína (ARG) | 7.       |

## Kajak-kenu

### Gyorsasági
Férfi
| Versenyző                                                           | Versenyszám         | Előfutam | Előfutam | Előfutam | Elődöntő | Elődöntő | Elődöntő | Döntő | Döntő    | Döntő    | Helyezés |
| Versenyző                                                           | Versenyszám         | Idő      | Hely.    | Össz.    | Idő      | Hely.    | Össz.    | Típus | Idő      | Helyezés | Helyezés |
| ------------------------------------------------------------------- | ------------------- | -------- | -------- | -------- | -------- | -------- | -------- | ----- | -------- | -------- | -------- |
| Rubén Rézola                                                        | Kajak egyes 200 m   | 35,491   | 6.       | 16.      | 35,439   | 7.       | 13.      | B     | 38,061   | 8.       | 16.      |
| Daniel Dal Bo Juan Ignacio Cáceres Pablo de Torres Gonzalo Carreras | Kajak négyes 1000 m | 2:55,103 | 2.       | 3.       | 3:00,952 | 6.       | 9.       | B     | 3:12,621 | 4.       | 12.      |

Női
| Versenyző                                                          | Versenyszám        | Előfutam | Előfutam | Előfutam | Elődöntő | Elődöntő | Elődöntő | Döntő   | Döntő    | Döntő    | Helyezés |
| Versenyző                                                          | Versenyszám        | Idő      | Hely.    | Össz.    | Idő      | Hely.    | Össz.    | Típus   | Idő      | Helyezés | Helyezés |
| ------------------------------------------------------------------ | ------------------ | -------- | -------- | -------- | -------- | -------- | -------- | ------- | -------- | -------- | -------- |
| Sabrina Ameghino                                                   | Kajak egyes 200 m  | 42,417   | 6.       | 19.      | 41,934   | 6.       | 19.      | kiesett | kiesett  | kiesett  | 19.      |
| Magdalena Garro Brenda Rojas Sabrina Ameghino Keresztesi Alexandra | Kajak négyes 500 m | 1:37,645 | 7.       | 12.      | 1:38,579 | 6.       | 11.      | B       | 1:41,349 | 5.       | 13.      |

### Szlalom
Férfi
| Versenyző       | Versenyszám | Selejtező | Selejtező | Selejtező | Selejtező | Selejtező     | Selejtező     | Elődöntő | Elődöntő | Döntő   | Döntő    |
| Versenyző       | Versenyszám | 1. futam  | 1. futam  | 2. futam  | 2. futam  | Jobb eredmény | Jobb eredmény | Elődöntő | Elődöntő | Döntő   | Döntő    |
| Versenyző       | Versenyszám | Pont      | Hely.     | Pont      | Hely.     | Pont          | Hely.         | Pont     | Hely.    | Pont    | Helyezés |
| --------------- | ----------- | --------- | --------- | --------- | --------- | ------------- | ------------- | -------- | -------- | ------- | -------- |
| Sebastián Rossi | Kenu egyes  | 108,81    | 13.       | 155,70    | 18.       | 108,81        | 17.           | kiesett  | kiesett  | kiesett | kiesett  |

## Kerékpározás

### BMX
| Versenyző      | Versenyszám | Selejtező | Selejtező | Negyeddöntő | Negyeddöntő | Elődöntő | Elődöntő | Döntő   | Döntő    | Helyezés |
| Versenyző      | Versenyszám | Idő       | Helyezés  | Pont        | Helyezés    | Pont     | Helyezés | Idő     | Helyezés | Helyezés |
| -------------- | ----------- | --------- | --------- | ----------- | ----------- | -------- | -------- | ------- | -------- | -------- |
| Gonzalo Molina | Férfi       | 36,860    | 29.       | 10          | 4.          | 16       | 6.       | kiesett | kiesett  | 12.      |
| Gabriela Díaz  | Női         | 40,073    | 16.       |             |             | 17       | 5.       | kiesett | kiesett  | 10.      |

### Hegyi-kerékpározás
| Versenyző    | Versenyszám        | Idő     | Helyezés |
| ------------ | ------------------ | ------- | -------- |
| Catriel Soto | Férfi terepverseny | 1:42:01 | 25.      |

### Országúti kerékpározás
Férfi
| Versenyző           | Versenyszám   | Idő              | Helyezés      |
| ------------------- | ------------- | ---------------- | ------------- |
| Daniel Díaz         | Mezőnyverseny | nem ért célba    | nem ért célba |
| Maximiliano Richeze | Mezőnyverseny | nem ért célba    | nem ért célba |
| Eduardo Sepúlveda   | Mezőnyverseny | 6:22:23 (+12:18) | 37.           |
| Eduardo Sepúlveda   | Időfutam      | 1:19:07,84       | 26.           |

## Kézilabda

### Férfi
| Argentin férfi kézilabdacsapat-játékoskeret | Argentin férfi kézilabdacsapat-játékoskeret                                                                               |
| --- | --- |
| - Gonzalo Carou - Federico Gastón Fernández - Juan Pablo Fernández - Fernando Gabriel García - Federico Pizarro - Adrián Portela - Pablo Portela | - Leonardo Querin - Matías Schulz - Pablo Simonet - Sebastián Simonet - Pablo Vainstein - Agustín Vidal - Federico Vieyra |

#### Eredmények
Csoportkör
A csoport
| Hely. | Csapat              | M | Gy | D | V | G+  | G–  | Gk  | P | Továbbjutás |
| ----- | ------------------- | - | -- | - | - | --- | --- | --- | - | ----------- |
| 1.    | Horvátország (CRO)  | 5 | 4  | 0 | 1 | 147 | 134 | +13 | 8 | Negyeddöntő |
| 2.    | Franciaország (FRA) | 5 | 4  | 0 | 1 | 152 | 126 | +26 | 8 | Negyeddöntő |
| 3.    | Dánia (DEN)         | 5 | 3  | 0 | 2 | 136 | 127 | +9  | 6 | Negyeddöntő |
| 4.    | Katar (QAT)         | 5 | 2  | 1 | 2 | 122 | 127 | −5  | 5 | Negyeddöntő |
| 5.    | Argentína (ARG)     | 5 | 1  | 0 | 4 | 110 | 126 | −16 | 2 |             |
| 6.    | Tunézia (TUN)       | 5 | 0  | 1 | 4 | 118 | 145 | −27 | 1 |             |

1. 1 2  Hotvátország 29–28 Franciaország

| 2016. augusztus 7. 14:40 (19:40) | Dánia (DEN)    | 25–19       | Argentína (ARG) | Future Arena, Rio de Janeiro Játékvezetők: Lah, Sok (SLO) |
| 2016. augusztus 7. 14:40 (19:40) | Hansen, Svan 6 | (10–10)     | Simonet 7       | Future Arena, Rio de Janeiro Játékvezetők: Lah, Sok (SLO) |
| 2016. augusztus 7. 14:40 (19:40) | 4× 3×          | Jegyzőkönyv | 3× 3×           | Future Arena, Rio de Janeiro Játékvezetők: Lah, Sok (SLO) |

| 2016. augusztus 9. 21:50 (02:50) | Argentína (ARG) | 26–27       | Horvátország (CRO) | Future Arena, Rio de Janeiro Játékvezetők: Rashed, El-Sayed (EGY) |
| 2016. augusztus 9. 21:50 (02:50) | Fernández 8     | (15–14)     | Štrlek 7           | Future Arena, Rio de Janeiro Játékvezetők: Rashed, El-Sayed (EGY) |
| 2016. augusztus 9. 21:50 (02:50) | 4× 2× 1×        | Jegyzőkönyv | 3× 4×              | Future Arena, Rio de Janeiro Játékvezetők: Rashed, El-Sayed (EGY) |

| 2016. augusztus 11. 21:50 (02:50) | Franciaország (FRA) | 31–24       | Argentína (ARG) | Future Arena, Rio de Janeiro Játékvezetők: Nikolov, Nachevski (MKD) |
| 2016. augusztus 11. 21:50 (02:50) | Abalo 7             | (17–12)     | Fernández 8     | Future Arena, Rio de Janeiro Játékvezetők: Nikolov, Nachevski (MKD) |
| 2016. augusztus 11. 21:50 (02:50) | 4× 3× 1×            | Jegyzőkönyv | 5× 3×           | Future Arena, Rio de Janeiro Játékvezetők: Nikolov, Nachevski (MKD) |

| 2016. augusztus 13. 21:50 (02:50) | Argentína (ARG) | 23–21       | Tunézia (TUN) | Future Arena, Rio de Janeiro Játékvezetők: Koo, Lee (KOR) |
| 2016. augusztus 13. 21:50 (02:50) | Pizarro 7       | (14–10)     | Boughanmi 8   | Future Arena, Rio de Janeiro Játékvezetők: Koo, Lee (KOR) |
| 2016. augusztus 13. 21:50 (02:50) | 5× 3×           | Jegyzőkönyv | 4× 4× 1×      | Future Arena, Rio de Janeiro Játékvezetők: Koo, Lee (KOR) |

| 2016. augusztus 15. 21:50 (02:50) | Katar (QAT)         | 22–18       | Argentína (ARG) | Future Arena, Rio de Janeiro Játékvezetők: López, Ramírez (ESP) |
| 2016. augusztus 15. 21:50 (02:50) | Capote, Memišević 4 | (12–9)      | Simonet 5       | Future Arena, Rio de Janeiro Játékvezetők: López, Ramírez (ESP) |
| 2016. augusztus 15. 21:50 (02:50) | 4× 2×               | Jegyzőkönyv | 4× 4×           | Future Arena, Rio de Janeiro Játékvezetők: López, Ramírez (ESP) |

| Csapat          | Helyezés |
| --------------- | -------- |
| Argentína (ARG) | 10.      |

### Női
| Argentin női kézilabdacsapat-játékoskeret                                                                                                | Argentin női kézilabdacsapat-játékoskeret                                                                            |
| --- | --- |
| - Amelia Belotti - Valeria Bianchi - Rocío Campigli - Marisol Carratú - Victoria Crivelli - Macarena Gandulfo - Lucía Haro - Xoana Iacoi | - Elke Karsten - Valentina Kogan - Antonela Mena - Luciana Mendoza - Manuela Pizzo - Luciana Salvadó - Macarena Sans |

#### Eredmények
Csoportkör
B csoport
| Hely. | Csapat              | M | Gy | D | V | G+  | G–  | Gk  | P  | Továbbjutás |
| ----- | ------------------- | - | -- | - | - | --- | --- | --- | -- | ----------- |
| 1.    | Oroszország (RUS)   | 5 | 5  | 0 | 0 | 165 | 147 | +18 | 10 | Negyeddöntő |
| 2.    | Franciaország (FRA) | 5 | 4  | 0 | 1 | 118 | 93  | +25 | 8  | Negyeddöntő |
| 3.    | Svédország (SWE)    | 5 | 2  | 1 | 2 | 150 | 141 | +9  | 5  | Negyeddöntő |
| 4.    | Hollandia (NED)     | 5 | 1  | 2 | 2 | 135 | 135 | 0   | 4  | Negyeddöntő |
| 5.    | Dél-Korea (KOR)     | 5 | 1  | 1 | 3 | 130 | 136 | −6  | 3  |             |
| 6.    | Argentína (ARG)     | 5 | 0  | 0 | 5 | 101 | 147 | −46 | 0  |             |

| 2016. augusztus 6. 21:50 (02:50) | Svédország (SWE) | 31–21       | Argentína (ARG) | Future Arena, Rio de Janeiro Játékvezetők: Coulibaly, Diabate (CIV) |
| 2016. augusztus 6. 21:50 (02:50) | Hagman 6         | (13–9)      | Mendoza 5       | Future Arena, Rio de Janeiro Játékvezetők: Coulibaly, Diabate (CIV) |
| 2016. augusztus 6. 21:50 (02:50) | 5× 3×            | Jegyzőkönyv | 5×              | Future Arena, Rio de Janeiro Játékvezetők: Coulibaly, Diabate (CIV) |

| 2016. augusztus 8. 19:50 (00:50) | Argentína (ARG) | 18–26       | Hollandia (NED) | Future Arena, Rio de Janeiro Játékvezetők: Mousaviyan, Kolahdouzan (IRI) |
| 2016. augusztus 8. 19:50 (00:50) | Mendoza 3       | (9–13)      | Polman 6        | Future Arena, Rio de Janeiro Játékvezetők: Mousaviyan, Kolahdouzan (IRI) |
| 2016. augusztus 8. 19:50 (00:50) | 6× 1×           | Jegyzőkönyv | 5× 3×           | Future Arena, Rio de Janeiro Játékvezetők: Mousaviyan, Kolahdouzan (IRI) |

| 2016. augusztus 10. 21:50 (02:50) | Franciaország (FRA) | 27–11       | Argentína (ARG) | Future Arena, Rio de Janeiro Játékvezetők: Alpaidze, Berezkina (RUS) |
| 2016. augusztus 10. 21:50 (02:50) | Houette 8           | (15–4)      | Campigli 4      | Future Arena, Rio de Janeiro Játékvezetők: Alpaidze, Berezkina (RUS) |
| 2016. augusztus 10. 21:50 (02:50) | 4× 3×               | Jegyzőkönyv | 7× 2×           | Future Arena, Rio de Janeiro Játékvezetők: Alpaidze, Berezkina (RUS) |

| 2016. augusztus 12. 19:50 (00:50) | Oroszország (RUS) | 35–29       | Argentína (ARG) | Future Arena, Rio de Janeiro Játékvezetők: Mousaviyan, Kolahdouzan (IRI) |
| 2016. augusztus 12. 19:50 (00:50) | Vjahireva 7       | (20–18)     | Pizzo 6         | Future Arena, Rio de Janeiro Játékvezetők: Mousaviyan, Kolahdouzan (IRI) |
| 2016. augusztus 12. 19:50 (00:50) | 11× 3× 1×         | Jegyzőkönyv | 7× 4×           | Future Arena, Rio de Janeiro Játékvezetők: Mousaviyan, Kolahdouzan (IRI) |

| 2016. augusztus 14. 21:50 (02:50) | Argentína (ARG) | 22–28       | Dél-Korea (KOR) | Future Arena, Rio de Janeiro Játékvezetők: Bonaventura, Bonaventura (FRA) |
| 2016. augusztus 14. 21:50 (02:50) | Mendoza 6       | (10–12)     | Kvon 11         | Future Arena, Rio de Janeiro Játékvezetők: Bonaventura, Bonaventura (FRA) |
| 2016. augusztus 14. 21:50 (02:50) | 5× 3×           | Jegyzőkönyv | 2× 3×           | Future Arena, Rio de Janeiro Játékvezetők: Bonaventura, Bonaventura (FRA) |

| Csapat          | Helyezés |
| --------------- | -------- |
| Argentína (ARG) | 12.      |

## Kosárlabda

### Férfi
| Argentin férfi kosárlabdacsapat-játékoskeret                                                         | Argentin férfi kosárlabdacsapat-játékoskeret                                                          |
| --- | --- |
| - Roberto Acuña - Nicolás Brussino - Facundo Campazzo - Gabriel Deck - Carlos Delfino - Marcos Delía | - Patricio Garino - Manu Ginóbili - Nicolás Laprovíttola - Leo Mainoldi - Andrés Nocioni - Luis Scola |

#### Eredmények
Csoportkör
B csoport
| Hely. | Csapat        | M | Gy | V | P+  | P–  | Pk  | P |
| ----- | ------------- | - | -- | - | --- | --- | --- | - |
| 1.    | Horvátország  | 5 | 3  | 2 | 400 | 407 | −7  | 8 |
| 2.    | Spanyolország | 5 | 3  | 2 | 432 | 357 | +75 | 8 |
| 3.    | Litvánia      | 5 | 3  | 2 | 392 | 428 | −36 | 8 |
| 4.    | Argentína     | 5 | 3  | 2 | 441 | 428 | +13 | 8 |
| 5.    | Brazília      | 5 | 2  | 3 | 411 | 407 | +4  | 7 |
| 6.    | Nigéria       | 5 | 1  | 4 | 392 | 441 | −49 | 6 |

| 2016. augusztus 7. 22:30 (3:30) | Nigéria                                  | 66–94     | Argentína            | Carioca Arena 1, Rio de Janeiro Nézőszám: 8425 Játékvezetők: Ilija Belošević (SRB), Damir Javor (SLO), Borys Ryzhyk (UKR) |
| 2016. augusztus 7. 22:30 (3:30) | (15–22, 16–28, 19–22, 16–22) Jegyzőkönyv |           |                      | Carioca Arena 1, Rio de Janeiro Nézőszám: 8425 Játékvezetők: Ilija Belošević (SRB), Damir Javor (SLO), Borys Ryzhyk (UKR) |
| 2016. augusztus 7. 22:30 (3:30) | Diogu 15                                 | Pont      | Campazzo 19          | Carioca Arena 1, Rio de Janeiro Nézőszám: 8425 Játékvezetők: Ilija Belošević (SRB), Damir Javor (SLO), Borys Ryzhyk (UKR) |
| 2016. augusztus 7. 22:30 (3:30) | Diogu 13                                 | Lepattanó | Scola 9              | Carioca Arena 1, Rio de Janeiro Nézőszám: 8425 Játékvezetők: Ilija Belošević (SRB), Damir Javor (SLO), Borys Ryzhyk (UKR) |
| 2016. augusztus 7. 22:30 (3:30) | Gbinije, Umeh 3                          | Gólpassz  | Campazzo, Ginóbili 5 | Carioca Arena 1, Rio de Janeiro Nézőszám: 8425 Játékvezetők: Ilija Belošević (SRB), Damir Javor (SLO), Borys Ryzhyk (UKR) |

| 2016. augusztus 9. 22:30 (3:30) | Argentína                                | 90–82     | Horvátország | Carioca Arena 1, Rio de Janeiro Nézőszám: 8514 Játékvezetők: Christos Christodoulou (GRE), Steve Anderson (USA), José Reyes (MEX) |
| 2016. augusztus 9. 22:30 (3:30) | (22–22, 24–18, 27–14, 17–28) Jegyzőkönyv |           |              | Carioca Arena 1, Rio de Janeiro Nézőszám: 8514 Játékvezetők: Christos Christodoulou (GRE), Steve Anderson (USA), José Reyes (MEX) |
| 2016. augusztus 9. 22:30 (3:30) | Scola 23                                 | Pont      | Šarić 19     | Carioca Arena 1, Rio de Janeiro Nézőszám: 8514 Játékvezetők: Christos Christodoulou (GRE), Steve Anderson (USA), José Reyes (MEX) |
| 2016. augusztus 9. 22:30 (3:30) | Scola 9                                  | Lepattanó | Šarić 10     | Carioca Arena 1, Rio de Janeiro Nézőszám: 8514 Játékvezetők: Christos Christodoulou (GRE), Steve Anderson (USA), José Reyes (MEX) |
| 2016. augusztus 9. 22:30 (3:30) | Campazzo 8                               | Gólpassz  | Šarić 7      | Carioca Arena 1, Rio de Janeiro Nézőszám: 8514 Játékvezetők: Christos Christodoulou (GRE), Steve Anderson (USA), José Reyes (MEX) |

| 2016. augusztus 11. 22:30 (3:30) | Litvánia                                 | 81–73     | Argentína        | Carioca Arena 1, Rio de Janeiro Nézőszám: 11 093 Játékvezetők: Ilija Belošević (SRB), Damir Javor (SLO), Eddie Viator (FRA) |
| 2016. augusztus 11. 22:30 (3:30) | (16–15, 14–12, 27–22, 24–24) Jegyzőkönyv |           |                  | Carioca Arena 1, Rio de Janeiro Nézőszám: 11 093 Játékvezetők: Ilija Belošević (SRB), Damir Javor (SLO), Eddie Viator (FRA) |
| 2016. augusztus 11. 22:30 (3:30) | Kuzminskas 23                            | Pont      | Ginóbili 22      | Carioca Arena 1, Rio de Janeiro Nézőszám: 11 093 Játékvezetők: Ilija Belošević (SRB), Damir Javor (SLO), Eddie Viator (FRA) |
| 2016. augusztus 11. 22:30 (3:30) | Valančiūnas 10                           | Lepattanó | Nocioni, Scola 7 | Carioca Arena 1, Rio de Janeiro Nézőszám: 11 093 Játékvezetők: Ilija Belošević (SRB), Damir Javor (SLO), Eddie Viator (FRA) |
| 2016. augusztus 11. 22:30 (3:30) | Kalnietis 7                              | Gólpassz  | Scola 4          | Carioca Arena 1, Rio de Janeiro Nézőszám: 11 093 Játékvezetők: Ilija Belošević (SRB), Damir Javor (SLO), Eddie Viator (FRA) |

| 2016. augusztus 13. 14:15 (19:15) | Argentína                                                   | 111–107   | Brazília | Carioca Arena 1, Rio de Janeiro Nézőszám: 11 701 Játékvezetők: Christos Christodoulou (GRE), Stephen Seibel (CAN), José Reyes (MEX) |
| 2016. augusztus 13. 14:15 (19:15) | (28–19, 16–33, 23–20, 18–13, OT = 10–10, 16–12) Jegyzőkönyv |           |          | Carioca Arena 1, Rio de Janeiro Nézőszám: 11 701 Játékvezetők: Christos Christodoulou (GRE), Stephen Seibel (CAN), José Reyes (MEX) |
| 2016. augusztus 13. 14:15 (19:15) | Nocioni 37                                                  | Pont      | Nenê 24  | Carioca Arena 1, Rio de Janeiro Nézőszám: 11 701 Játékvezetők: Christos Christodoulou (GRE), Stephen Seibel (CAN), José Reyes (MEX) |
| 2016. augusztus 13. 14:15 (19:15) | Nocioni 11                                                  | Lepattanó | Nenê 10  | Carioca Arena 1, Rio de Janeiro Nézőszám: 11 701 Játékvezetők: Christos Christodoulou (GRE), Stephen Seibel (CAN), José Reyes (MEX) |
| 2016. augusztus 13. 14:15 (19:15) | Campazzo 11                                                 | Gólpassz  | Neto 4   | Carioca Arena 1, Rio de Janeiro Nézőszám: 11 701 Játékvezetők: Christos Christodoulou (GRE), Stephen Seibel (CAN), José Reyes (MEX) |

| 2016. augusztus 15. 19:00 (24:00) | Spanyolország                            | 92–73     | Argentína       | Carioca Arena 1, Rio de Janeiro Nézőszám: 10 949 Játékvezetők: Christos Christodoulou (GRE), Stephen Seibel (CAN), Roberto Vázquez (PUR) |
| 2016. augusztus 15. 19:00 (24:00) | (25–15, 23–20, 23–22, 21–16) Jegyzőkönyv |           |                 | Carioca Arena 1, Rio de Janeiro Nézőszám: 10 949 Játékvezetők: Christos Christodoulou (GRE), Stephen Seibel (CAN), Roberto Vázquez (PUR) |
| 2016. augusztus 15. 19:00 (24:00) | Fernández 23                             | Pont      | Laprovíttola 21 | Carioca Arena 1, Rio de Janeiro Nézőszám: 10 949 Játékvezetők: Christos Christodoulou (GRE), Stephen Seibel (CAN), Roberto Vázquez (PUR) |
| 2016. augusztus 15. 19:00 (24:00) | Gasol 13                                 | Lepattanó | három játékos 5 | Carioca Arena 1, Rio de Janeiro Nézőszám: 10 949 Játékvezetők: Christos Christodoulou (GRE), Stephen Seibel (CAN), Roberto Vázquez (PUR) |
| 2016. augusztus 15. 19:00 (24:00) | Llull, Rodríguez 5                       | Gólpassz  | Laprovíttola 4  | Carioca Arena 1, Rio de Janeiro Nézőszám: 10 949 Játékvezetők: Christos Christodoulou (GRE), Stephen Seibel (CAN), Roberto Vázquez (PUR) |

Negyeddöntő
| 2016. augusztus 17. 18:45 (23:45) | Egyesült Államok                         | 105–78    | Argentína  | Carioca Arena 1, Rio de Janeiro Játékvezetők: Ilija Belošević (SRB), Guilherme Locatelli (BRA), Robert Lottermoser (GER) |
| 2016. augusztus 17. 18:45 (23:45) | (25–21, 31–19, 31–21, 18–17) Jegyzőkönyv |           |            | Carioca Arena 1, Rio de Janeiro Játékvezetők: Ilija Belošević (SRB), Guilherme Locatelli (BRA), Robert Lottermoser (GER) |
| 2016. augusztus 17. 18:45 (23:45) | Durant 27                                | Pont      | Scola 15   | Carioca Arena 1, Rio de Janeiro Játékvezetők: Ilija Belošević (SRB), Guilherme Locatelli (BRA), Robert Lottermoser (GER) |
| 2016. augusztus 17. 18:45 (23:45) | George 8                                 | Lepattanó | Scola 10   | Carioca Arena 1, Rio de Janeiro Játékvezetők: Ilija Belošević (SRB), Guilherme Locatelli (BRA), Robert Lottermoser (GER) |
| 2016. augusztus 17. 18:45 (23:45) | Durant 6                                 | Gólpassz  | Campazzo 9 | Carioca Arena 1, Rio de Janeiro Játékvezetők: Ilija Belošević (SRB), Guilherme Locatelli (BRA), Robert Lottermoser (GER) |

| Csapat          | Helyezés |
| --------------- | -------- |
| Argentína (ARG) | 8.       |

## Labdarúgás

### Férfi
| Argentin férfi labdarúgócsapat-játékoskeret | Argentin férfi labdarúgócsapat-játékoskeret                                                                                               |
| --- | --- |
| - Santiago Ascacíbar - Jonathan Calleri - Giovani Lo Celso - Ángel Correa - Víctor Cuesta*(c) - Cristian Espinoza - Lautaro Gianetti - José Luis Gómez | - Lisandro Magallán - Mauricio Martínez - Cristian Pavón - Lucas Romero - Gerónimo Rulli* - Giovanni Simeone - Alexis Soto - Leandro Vega |

* - túlkoros játékos

#### Eredmények
Csoportkör
D csoport
| Hely. | Csapat           | M | Gy | D | V | G+ | G– | Gk | P | Továbbjutás |
| ----- | ---------------- | - | -- | - | - | -- | -- | -- | - | ----------- |
| 1.    | Portugália (POR) | 3 | 2  | 1 | 0 | 5  | 2  | +3 | 7 | Negyeddöntő |
| 2.    | Honduras (HON)   | 3 | 1  | 1 | 1 | 5  | 5  | 0  | 4 | Negyeddöntő |
| 3.    | Argentína (ARG)  | 3 | 1  | 1 | 1 | 3  | 4  | −1 | 4 |             |
| 4.    | Algéria (ALG)    | 3 | 0  | 1 | 2 | 4  | 6  | −2 | 1 |             |

| 2016. augusztus 4. 18:00 (23:00) |

| Portugália (POR)       | 2–0               | Argentína (ARG) |
| ---------------------- | ----------------- | --------------- |
| Paciência 66' Pité 84' | (0–0) Jegyzőkönyv |                 |

| Estádio Olímpico João Havelange, Rio de Janeiro Nézőszám: 37 407 Játékvezető: Walter López (guatemalai) |

| 2016. augusztus 7. 18:00 (23:00) |

| Argentína (ARG)        | 2–1               | Algéria (ALG) |
| ---------------------- | ----------------- | ------------- |
| Correa 47' Calleri 70' | (0–0) Jegyzőkönyv | Bendebka 64'  |

| Estádio Olímpico João Havelange, Rio de Janeiro Nézőszám: 37 450 Játékvezető: Cüneyt Çakır (török) |

| 2016. augusztus 10. 13:00 (18:00) |

| Argentína (ARG) | 1–1               | Honduras (HON)        |
| --------------- | ----------------- | --------------------- |
| Martínez 90+3'  | (0–0) Jegyzőkönyv | Lozano 75' (11-esből) |

| Estádio Nacional de Brasília, Brazíliaváros Nézőszám: 16 029 Játékvezető: Antonio Mateu Lahoz (spanyol) |

| Csapat          | Helyezés |
| --------------- | -------- |
| Argentína (ARG) | 11.      |

## Lovaglás
Díjugratás
| Versenyző                                                          | Ló                                            | Versenyszám | Selejtező | Selejtező | Selejtező | Selejtező | Selejtező | Selejtező | Selejtező | Selejtező | Döntő   | Döntő   | Döntő   | Végeredmény | Végeredmény |
| Versenyző                                                          | Ló                                            | Versenyszám | 1. kör    | 1. kör    | 2. kör    | 2. kör    | 2. kör    | 3. kör    | 3. kör    | 3. kör    | 1. kör  | 1. kör  | 2. kör  | Végeredmény | Végeredmény |
| Versenyző                                                          | Ló                                            | Versenyszám | Bünt.     | Hely.     | Bünt.     | Össz.     | Hely.     | Bünt.     | Össz.     | Hely.     | Bünt.   | Hely.   | Bünt.   | Bünt.       | Helyezés    |
| ------------------------------------------------------------------ | --------------------------------------------- | ----------- | --------- | --------- | --------- | --------- | --------- | --------- | --------- | --------- | ------- | ------- | ------- | ----------- | ----------- |
| Matías Albarracín                                                  | Cannavaro 9                                   | Egyéni      | 4         | 27.       | 1         | 5         | 26.       | 5         | 10        | 30.       | 1       | 14.     | 1       | 2           | 8.          |
| José Maria Larocca                                                 | Cornet du Lys                                 | Egyéni      | 4         | 27.       | 8         | 12        | 46.       | kiesett   | kiesett   | kiesett   | kiesett | kiesett | kiesett | kiesett     | kiesett     |
| Bruno Passaro                                                      | Chicago Z                                     | Egyéni      | 47        | 68.       | kiesett   | kiesett   | kiesett   | kiesett   | kiesett   | kiesett   | kiesett | kiesett | kiesett | kiesett     | kiesett     |
| Ramiro Quintana                                                    | Appy Cara                                     | Egyéni      | 7         | 52.       | 1         | 8         | 30.       | 10        | 18        | 40.       | kiesett | kiesett | kiesett | kiesett     | kiesett     |
| Matías Albarracín José Maria Larocca Bruno Passaro Ramiro Quintana | Cannavaro 9 Cornet du Lys Chicago Z Appy Cara | Csapat      |           |           |           |           |           |           |           |           | 10      | 10.     | kiesett | kiesett     | kiesett     |

## Ökölvívás
Férfi
| Versenyző         | Versenyszám | Selejtező                      | Nyolcaddöntő             | Negyeddöntő                      | Elődöntő          | Döntő             | Helyezés |
| Versenyző         | Versenyszám | Ellenfél Eredmény              | Ellenfél Eredmény        | Ellenfél Eredmény                | Ellenfél Eredmény | Ellenfél Eredmény | Helyezés |
| ----------------- | ----------- | ------------------------------ | ------------------------ | -------------------------------- | ----------------- | ----------------- | -------- |
| Leandro Blanc     | Papírsúly   | Joselito Velázquez (MEX) · 0-3 | kiesett                  | kiesett                          | kiesett           | kiesett           | 17.      |
| Fernando Martínez | Légsúly     | Daniel Asenov (BUL) · 1-2      | kiesett                  | kiesett                          | kiesett           | kiesett           | 17.      |
| Alberto Melián    | Harmatsúly  | Abdul Omar (GHA) · 3-0         | Bilel Mhamdi (TUN) · 3-0 | Murodjon Akhmadaliev (UZB) · RSC | kiesett           | kiesett           | 5.       |
| Ignacio Perrín    | Könnyűsúly  | Amnat Ruenroeng (THA) · 0-3    | kiesett                  | kiesett                          | kiesett           | kiesett           | 17.      |
| Alberto Palmetta  | Váltósúly   | Bjambin Tüvsinbat (MGL) · 0-3  | kiesett                  | kiesett                          | kiesett           | kiesett           | 17.      |
| Yamil Peralta     | Nehézsúly   | erőnyerő                       | David Graf (GER) · 2-1   | Erislandy Savón (CUB) · 0-3      | kiesett           | kiesett           | 5.       |

## Öttusa
| Versenyző       | Versenyszám | Vívás (V) | Vívás (V) | Úszás   | Úszás | Úszás | Bónusz vívás (B) | Bónusz vívás (B) | Bónusz vívás (B) | Lovaglás | Lovaglás | Lovaglás | Lovaglás | Futás/Lövészet | Futás/Lövészet | Futás/Lövészet | Futás/Lövészet | Összesen    | Összesen |
| Versenyző       | Versenyszám | Eredmény  | Pont      | Idő     | Pont  | Hely. | Eredmény         | Pont             | V+B Hely.        | Idő      | Hibapont | Pont     | Hely.    | Lövőhiba       | Idő            | Pont           | Hely.          | Összes pont | Helyezés |
| --------------- | ----------- | --------- | --------- | ------- | ----- | ----- | ---------------- | ---------------- | ---------------- | -------- | -------- | -------- | -------- | -------------- | -------------- | -------------- | -------------- | ----------- | -------- |
| Emmanuel Zapata | Férfi       | 11–24     | 166       | 2:06,66 | 320   | 29.   | 0–1              | 0                | 33.              | 77,50    | 23       | 277      | 22.      | 10             | 12:03,19       | 577            | 31.            | 1340        | 30.      |
| Irina Hohlova   | Női         | 14–21     | 184       | 2:19,77 | 281   | 21.   | 0–1              | 0                | 28.              | 90,01    | 32       | 268      | 24.      | 5              | 13:53,53       | 467            | 33.            | 1200        | 27.      |

## Rögbi

### Férfi
| Argentin férfi rögbi-játékoskeret                                                                                              | Argentin férfi rögbi-játékoskeret                                                           |
| --- | ------------------------------------------------------------------------------------------- |
| - Santiago Álvarez - Nicolás Bruzzone - Juan Pablo Estelles - Rodrigo Etchart - Bautista Ezcurra - Juan Imhoff - Fernando Luna | - Matías Moroni - Axel Müller - Gastón Revol - Javier Rojas - Franco Sábato - Germán Schulz |

#### Eredmények
Csoportkör
A csoport
| Csapat                 | M | Gy | D | V | P+ | P– | Pk  | P |
| ---------------------- | - | -- | - | - | -- | -- | --- | - |
| Fidzsi-szigetek (FIJ)  | 3 | 3  | 0 | 0 | 85 | 45 | +40 | 9 |
| Argentína (ARG)        | 3 | 2  | 0 | 1 | 62 | 35 | +27 | 7 |
| Egyesült Államok (USA) | 3 | 1  | 0 | 2 | 59 | 41 | +18 | 5 |
| Brazília (BRA)         | 3 | 0  | 0 | 3 | 12 | 97 | –85 | 3 |

| 2016. augusztus 9. 13:00 (18:00) |                   | Egyesült Államok (USA) | 14–17 | Argentína (ARG) |  | Deodoro Stadion, Rio de Janeiro |
| 2016. augusztus 9. 13:00 (18:00) | (0–7) Jegyzőkönyv |                        |       |                 |  | Deodoro Stadion, Rio de Janeiro |

| 2016. augusztus 9. 18:30 (23:30) |                   | Fidzsi-szigetek (FIJ) | 21–14 | Argentína (ARG) |  | Deodoro Stadion, Rio de Janeiro |
| 2016. augusztus 9. 18:30 (23:30) | (7–7) Jegyzőkönyv |                       |       |                 |  | Deodoro Stadion, Rio de Janeiro |

| 2016. augusztus 10. 13:00 (18:00) |                    | Argentína (ARG) | 31–0 | Brazília (BRA) |  | Deodoro Stadion, Rio de Janeiro |
| 2016. augusztus 10. 13:00 (18:00) | (19–0) Jegyzőkönyv |                 |      |                |  | Deodoro Stadion, Rio de Janeiro |

Negyeddöntő
| 2016. augusztus 10. 18:00 (23:00) |                        | Nagy-Britannia (GBR) | 5–0 (h.u.) | Argentína (ARG) |  | Deodoro Stadion, Rio de Janeiro |
| 2016. augusztus 10. 18:00 (23:00) | (0–0, 0–0) Jegyzőkönyv |                      |            |                 |  | Deodoro Stadion, Rio de Janeiro |

Az 5–8. helyért
| 2016. augusztus 11. 14:00 (19:00) |                    | Argentína (ARG) | 26–21 | Ausztrália (AUS) |  | Deodoro Stadion, Rio de Janeiro |
| 2016. augusztus 11. 14:00 (19:00) | (5–21) Jegyzőkönyv |                 |       |                  |  | Deodoro Stadion, Rio de Janeiro |

5. helyért
| 2016. augusztus 11. 18:00 (23:00) |                   | Új-Zéland (NZL) | 17–14 | Argentína (ARG) |  | Deodoro Stadion, Rio de Janeiro |
| 2016. augusztus 11. 18:00 (23:00) | (5–0) Jegyzőkönyv |                 |       |                 |  | Deodoro Stadion, Rio de Janeiro |

| Csapat          | Helyezés |
| --------------- | -------- |
| Argentína (ARG) | 6.       |

## Röplabda

### Férfi
| Argentin férfi röplabdacsapat-játékoskeret                                                          | Argentin férfi röplabdacsapat-játékoskeret                                                                |
| --------------------------------------------------------------------------------------------------- | --- |
| - Nicolás Bruno - Facundo Conte - Pablo Crer - Luciano de Cecco - Alexis González - Demián González | - Bruno Lima - José Luis González - Ezequiel Palacios - Cristian Poglajen - Martín Ramos - Sebastián Solé |

#### Eredmények
Csoportkör
B csoport
|       |                     | Mérkőzések | Mérkőzések | Mérkőzések | Mérkőzések | Szettek | Szettek | Szettek | Pontok | Pontok | Pontok |
| Hely. | Csapat              | M          | Gy         | V          | Pont       | Sz+     | Sz–     | SzA     | P+     | P–     | PA     |
| ----- | ------------------- | ---------- | ---------- | ---------- | ---------- | ------- | ------- | ------- | ------ | ------ | ------ |
| 1.    | Argentína (ARG)     | 5          | 4          | 1          | 12         | 12      | 4       | 3,000   | 394    | 335    | 1,176  |
| 2.    | Lengyelország (POL) | 5          | 4          | 1          | 12         | 14      | 5       | 2,800   | 447    | 389    | 1,149  |
| 3.    | Oroszország (RUS)   | 5          | 4          | 1          | 11         | 13      | 6       | 2,167   | 432    | 367    | 1,177  |
| 4.    | Irán (IRI)          | 5          | 2          | 3          | 7          | 8       | 9       | 0,889   | 389    | 392    | 0,992  |
| 5.    | Egyiptom (EGY)      | 5          | 1          | 4          | 3          | 3       | 12      | 0,250   | 286    | 362    | 0,790  |
| 6.    | Kuba (CUB)          | 5          | 0          | 5          | 0          | 1       | 15      | 0,067   | 300    | 403    | 0,744  |

| 2016. augusztus 7. 22:35 (3:35) | Argentína (ARG)                   | 3–0 | Irán (IRI) | Ginásio do Maracanãzinho, Rio de Janeiro Nézőszám: 6460 Játékvezető: Fabrizio Pasquali (ITA), Liu Csiang (Liu Jiang) (CHN) |
| 2016. augusztus 7. 22:35 (3:35) | (25–23, 26–24, 25–18) Jegyzőkönyv |     |            | Ginásio do Maracanãzinho, Rio de Janeiro Nézőszám: 6460 Játékvezető: Fabrizio Pasquali (ITA), Liu Csiang (Liu Jiang) (CHN) |

| 2016. augusztus 9. 9:30 (14:30) | Oroszország (RUS)                        | 1–3 | Argentína (ARG) | Ginásio do Maracanãzinho, Rio de Janeiro Nézőszám: 5743 Játékvezető: Arturo di Giacomo (BEL), Heike Kraft (GER) |
| 2016. augusztus 9. 9:30 (14:30) | (18–25, 25–18, 18–25, 21–25) Jegyzőkönyv |     |                 | Ginásio do Maracanãzinho, Rio de Janeiro Nézőszám: 5743 Játékvezető: Arturo di Giacomo (BEL), Heike Kraft (GER) |

| 2016. augusztus 11. 15:00 (20:00) | Lengyelország (POL)               | 3–0 | Argentína (ARG) | Ginásio do Maracanãzinho, Rio de Janeiro Nézőszám: 6972 Játékvezető: Denny Cespedes (DOM), Rogerio Espicalsky (BRA) |
| 2016. augusztus 11. 15:00 (20:00) | (25–21, 25–19, 37–35) Jegyzőkönyv |     |                 | Ginásio do Maracanãzinho, Rio de Janeiro Nézőszám: 6972 Játékvezető: Denny Cespedes (DOM), Rogerio Espicalsky (BRA) |

| 2016. augusztus 13. 11:35 (16:35) | Argentína (ARG)                   | 3–0 | Kuba (CUB) | Ginásio do Maracanãzinho, Rio de Janeiro Nézőszám: 7428 Játékvezető: Paulo Turci (BRA), Vladimir Simonović (SRB) |
| 2016. augusztus 13. 11:35 (16:35) | (25–16, 25–14, 25–16) Jegyzőkönyv |     |            | Ginásio do Maracanãzinho, Rio de Janeiro Nézőszám: 7428 Játékvezető: Paulo Turci (BRA), Vladimir Simonović (SRB) |

| 2016. augusztus 15. 9:30 (14:30) | Argentína (ARG)                   | 3–0 | Egyiptom (EGY) | Ginásio do Maracanãzinho, Rio de Janeiro Nézőszám: 8175 Játékvezető: Luis Macias (MEX), Arturo Di Giacomo (BEL) |
| 2016. augusztus 15. 9:30 (14:30) | (25–16, 25–19, 25–20) Jegyzőkönyv |     |                | Ginásio do Maracanãzinho, Rio de Janeiro Nézőszám: 8175 Játékvezető: Luis Macias (MEX), Arturo Di Giacomo (BEL) |

Negyeddöntő
| 2016. augusztus 17. 22:15 (3:15) | Brazília (BRA)                           | 3–1 | Argentína (ARG) | Ginásio do Maracanãzinho, Rio de Janeiro Nézőszám: 10 232 Játékvezető: Vladimir Simonović (SRB), Piotr Dudek (POL) |
| 2016. augusztus 17. 22:15 (3:15) | (25–22, 17–25, 25–19, 25–23) Jegyzőkönyv |     |                 | Ginásio do Maracanãzinho, Rio de Janeiro Nézőszám: 10 232 Játékvezető: Vladimir Simonović (SRB), Piotr Dudek (POL) |

| Csapat          | Helyezés |
| --------------- | -------- |
| Argentína (ARG) | 5.       |

### Női
| Argentin női röplabdacsapat-játékoskeret                                                                      | Argentin női röplabdacsapat-játékoskeret                                                                       |
| --- | --- |
| - Tanya Acosta - Leticia Boscacci - Florencia Busquets - Yael Castiglione - Josefina Fernández - Lucía Fresco | - Julieta Lazcano - Morena Martínez Franchi - Yamila Nizetich - Tatiana Rizzo - Clarisa Sagardía - Emilce Sosa |

#### Eredmények
Csoportkör
A csoport
|       |                   | Mérkőzések | Mérkőzések | Mérkőzések | Mérkőzések | Szettek | Szettek | Szettek | Pontok | Pontok | Pontok |
| Hely. | Csapat            | M          | Gy         | V          | Pont       | Sz+     | Sz–     | SzA     | P+     | P–     | PA     |
| ----- | ----------------- | ---------- | ---------- | ---------- | ---------- | ------- | ------- | ------- | ------ | ------ | ------ |
| 1.    | Brazília (BRA)    | 5          | 5          | 0          | 15         | 15      | 0       | —       | 377    | 272    | 1,386  |
| 2.    | Oroszország (RUS) | 5          | 4          | 1          | 12         | 12      | 4       | 3,000   | 393    | 323    | 1,217  |
| 3.    | Dél-Korea (KOR)   | 5          | 3          | 2          | 9          | 10      | 7       | 1,429   | 384    | 372    | 1,032  |
| 4.    | Japán (JPN)       | 5          | 2          | 3          | 6          | 7       | 9       | 0,778   | 347    | 364    | 0,953  |
| 5.    | Argentína (ARG)   | 5          | 1          | 4          | 2          | 3       | 14      | 0,214   | 319    | 407    | 0,784  |
| 6.    | Kamerun (CMR)     | 5          | 0          | 5          | 1          | 2       | 15      | 0,133   | 328    | 410    | 0,800  |

| 2016. augusztus 6. 20:30 (1:30) | Oroszország (RUS)                 | 3–0 | Argentína (ARG) | Ginásio do Maracanãzinho, Rio de Janeiro Nézőszám: 5437 Játékvezető: Ibrahim Al-Naama (QAT), Luis Macias (MEX) |
| 2016. augusztus 6. 20:30 (1:30) | (25–13, 25–10, 25–16) Jegyzőkönyv |     |                 | Ginásio do Maracanãzinho, Rio de Janeiro Nézőszám: 5437 Játékvezető: Ibrahim Al-Naama (QAT), Luis Macias (MEX) |

| 2016. augusztus 8. 22:35 (3:35) | Brazília (BRA)                    | 3–0 | Argentína (ARG) | Ginásio do Maracanãzinho, Rio de Janeiro Nézőszám: 7651 Játékvezető: Nasr Shaaban (EGY), Fabrizio Pasquali (ITA) |
| 2016. augusztus 8. 22:35 (3:35) | (25–16, 25–19, 25–11) Jegyzőkönyv |     |                 | Ginásio do Maracanãzinho, Rio de Janeiro Nézőszám: 7651 Játékvezető: Nasr Shaaban (EGY), Fabrizio Pasquali (ITA) |

| 2016. augusztus 10. 20:30 (1:30) | Dél-Korea (KOR)                   | 3–0 | Argentína (ARG) | Ginásio do Maracanãzinho, Rio de Janeiro Nézőszám: 7248 Játékvezető: Patricia Rolf (USA), Taoufik Boudaya (TUN) |
| 2016. augusztus 10. 20:30 (1:30) | (25–18, 25–20, 25–23) Jegyzőkönyv |     |                 | Ginásio do Maracanãzinho, Rio de Janeiro Nézőszám: 7248 Játékvezető: Patricia Rolf (USA), Taoufik Boudaya (TUN) |

| 2016. augusztus 12. 11:35 (16:35) | Argentína (ARG)                                 | 3–2 | Kamerun (CMR) | Ginásio do Maracanãzinho, Rio de Janeiro Nézőszám: 5345 Játékvezető: Taoufik Boudaya (TUN), Arturo di Giacomo (BEL) |
| 2016. augusztus 12. 11:35 (16:35) | (19–25, 25–19, 26–28, 25–21, 15–13) Jegyzőkönyv |     |               | Ginásio do Maracanãzinho, Rio de Janeiro Nézőszám: 5345 Játékvezető: Taoufik Boudaya (TUN), Arturo di Giacomo (BEL) |

| 2016. augusztus 14. 20:30 (1:30) | Japán (JPN)                       | 3–0 | Argentína (ARG) | Ginásio do Maracanãzinho, Rio de Janeiro Nézőszám: 5939 Játékvezető: Denny Cespedes (DOM), Fabrizio Pasquali (ITA) |
| 2016. augusztus 14. 20:30 (1:30) | (25–23, 25–16, 26–24) Jegyzőkönyv |     |                 | Ginásio do Maracanãzinho, Rio de Janeiro Nézőszám: 5939 Játékvezető: Denny Cespedes (DOM), Fabrizio Pasquali (ITA) |

| Csapat          | Helyezés |
| --------------- | -------- |
| Argentína (ARG) | 9.       |

### Strandröplabda

#### Női
| Versenyző                | Csoportkör | Csoportkör | 16 közé jutásért  | Nyolcaddöntő      | Negyeddöntő       | Elődöntő          | Döntő             | Helyezés |
| Versenyző                | Ellenfél Eredmény | Hely.      | Ellenfél Eredmény | Ellenfél Eredmény | Ellenfél Eredmény | Ellenfél Eredmény | Ellenfél Eredmény | Helyezés |
| ------------------------ | --- | ---------- | ----------------- | ----------------- | ----------------- | ----------------- | ----------------- | -------- |
| Ana Gallay Georgina Klug | F csoport · Spanyolország (ESP) · Elsa Baquerizo · Liliana Fernández · 11–21, 19–21 · Brazília (BRA) · Ágatha Bednarczuk · Bárbara Seixas · 11–21, 17–21 · Csehország (CZE) · Barbora Hermannová · Markéta Sluková · 21–13, 19–21, 8–15 | 4.         | kiesett           | kiesett           | kiesett           | kiesett           | kiesett           | 19.      |

## Sportlövészet
Férfi
| Versenyző        | Versenyszám | Selejtező | Selejtező | Elődöntő | Elődöntő | Döntő   | Döntő    |
| Versenyző        | Versenyszám | Pont      | Helyezés  | Pont     | Helyezés | Pont    | Helyezés |
| ---------------- | ----------- | --------- | --------- | -------- | -------- | ------- | -------- |
| Fernando Borello | Trap        | 105       | 31.       | kiesett  | kiesett  | kiesett | kiesett  |
| Federico Gil     | Skeet       | 116       | 27.       | kiesett  | kiesett  | kiesett | kiesett  |

Női
| Versenyző      | Versenyszám           | Selejtező | Selejtező | Elődöntő | Elődöntő | Döntő   | Döntő    |
| Versenyző      | Versenyszám           | Pont      | Helyezés  | Pont     | Helyezés | Pont    | Helyezés |
| -------------- | --------------------- | --------- | --------- | -------- | -------- | ------- | -------- |
| Fernanda Russo | Légpuska              | 414,4     | 20.       |          |          | kiesett | kiesett  |
| Amelia Fournel | Légpuska              | 407,9     | 41.       |          |          | kiesett | kiesett  |
| Amelia Fournel | Sportpuska, összetett | 571       | 31.       |          |          | kiesett | kiesett  |
| Melisa Gil     | Skeet                 | 69        | 8.        | kiesett  | kiesett  | kiesett | kiesett  |

## Súlyemelés
Női
| Versenyző      | Versenyszám | Szakítás | Szakítás | Lökés    | Lökés    | Összesen | Helyezés |
| Versenyző      | Versenyszám | Eredmény | Helyezés | Eredmény | Helyezés | Összesen | Helyezés |
| -------------- | ----------- | -------- | -------- | -------- | -------- | -------- | -------- |
| Joana Palacios | 63 kg       | 83       | 13.      | 107      | 11.      | 190      | 11.      |

## Szinkronúszás
| Versenyző                  | Versenyszám | Technikai gyakorlat | Technikai gyakorlat | Selejtező        | Selejtező        | Selejtező  | Selejtező  | Döntő            | Döntő            | Döntő      | Döntő      | Helyezés |
| Versenyző                  | Versenyszám | Technikai gyakorlat | Technikai gyakorlat | Szabad gyakorlat | Szabad gyakorlat | Összesítés | Összesítés | Szabad gyakorlat | Szabad gyakorlat | Összesítés | Összesítés | Helyezés |
| Versenyző                  | Versenyszám | Pont                | Hely.               | Pont             | Hely.            | Pont       | Hely.      | Pont             | Hely.            | Pont       | Hely.      | Helyezés |
| -------------------------- | ----------- | ------------------- | ------------------- | ---------------- | ---------------- | ---------- | ---------- | ---------------- | ---------------- | ---------- | ---------- | -------- |
| Etel Sánchez Sofia Sánchez | Páros       | 79,4829             | 19.                 | 79,8333          | 19.              | 159,3162   | 19.        | kiesett          | kiesett          | kiesett    | kiesett    | 19.      |

## Tenisz
Férfi
| Versenyző                             | Versenyszám | 64-es főtábla                               | 32-es főtábla                                             | Nyolcaddöntő                                                    | Negyeddöntő                                 | Elődöntő                                | Bronz- mérkőzés   | Döntő                                  | Helyezés |
| Versenyző                             | Versenyszám | Ellenfél Eredmény                           | Ellenfél Eredmény                                         | Ellenfél Eredmény                                               | Ellenfél Eredmény                           | Ellenfél Eredmény                       | Ellenfél Eredmény | Ellenfél Eredmény                      | Helyezés |
| ------------------------------------- | ----------- | ------------------------------------------- | --------------------------------------------------------- | --------------------------------------------------------------- | ------------------------------------------- | --------------------------------------- | ----------------- | -------------------------------------- | -------- |
| Federico Delbonis                     | Egyes       | Rafael Nadal (ESP) · 2-6, 1-6               | kiesett                                                   | kiesett                                                         | kiesett                                     | kiesett                                 | kiesett           | kiesett                                | 33.      |
| Juan Martín del Potro                 | Egyes       | Novak Đoković (SRB) · 7-6(7–4), 7-6(7–2)    | João Sousa (POR) · 6-3, 1-6, 6-3                          | Daniel Taró (JPN) · 6-7(4–7), 6-1, 6-2                          | Roberto Bautista Agut (ESP) · 7-5, 7-6(7–4) | Rafael Nadal (ESP) · 5-7, 6-4, 7-6(7–5) |                   | Andy Murray (GBR) · 5-7, 6-4, 2-6, 5-7 |          |
| Juan Mónaco                           | Egyes       | Mirza Bašić (BIH) · 6-2, 6-2                | Andy Murray (GBR) · 3-6, 1-6                              | kiesett                                                         | kiesett                                     | kiesett                                 | kiesett           | kiesett                                | 17.      |
| Guido Pella                           | Egyes       | Philipp Kohlschreiber (GER) · 6-4, 1-6, 2-6 | kiesett                                                   | kiesett                                                         | kiesett                                     | kiesett                                 | kiesett           | kiesett                                | 33.      |
| Federico Delbonis Guillermo Durán     | Páros       |                                             | Románia (ROU) · Florin Mergea · Horia Tecău · 3-6, 2-6    | kiesett                                                         | kiesett                                     | kiesett                                 | kiesett           | kiesett                                | 17.      |
| Juan Martín del Potro Máximo González | Páros       |                                             | Ausztrália (AUS) · Chris Guccione · John Peers · 6-4, 7-5 | Spanyolország (ESP) · Marc López · Rafael Nadal · 3-6, 7-5, 2-6 | kiesett                                     | kiesett                                 | kiesett           | kiesett                                | 9.       |

## Torna
Férfi
| Versenyző       | Versenyszám | Selejtező | Selejtező | Döntő    | Döntő    |
| Versenyző       | Versenyszám | Pontszám  | Helyezés  | Pontszám | Helyezés |
| --------------- | ----------- | --------- | --------- | -------- | -------- |
| Nicolás Córdoba | Nyújtó      | 14,800    | 18.       | kiesett  | kiesett  |

Női
| Versenyző     | Versenyszám      | Selejtező | Selejtező | Döntő    | Döntő    |
| Versenyző     | Versenyszám      | Pontszám  | Helyezés  | Pontszám | Helyezés |
| ------------- | ---------------- | --------- | --------- | -------- | -------- |
| Ailen Valente | Talaj            | 12,000    | 76.       | kiesett  | kiesett  |
| Ailen Valente | Felemás korlát   | 13,033    | 62.       | kiesett  | kiesett  |
| Ailen Valente | Gerenda          | 11,366    | 78.       | kiesett  | kiesett  |
| Ailen Valente | Egyéni összetett | 50,065    | 56.       | kiesett  | kiesett  |

## Triatlon
| Versenyző         | Versenyszám | 1,5 km úszás | Depózás 1 | 40 km kerékpározás | Depózás 2 | 10 km futás | Összesítés | Összesítés |
| Versenyző         | Versenyszám | Idő          | Idő       | Idő                | Idő       | Idő         | Idő        | Helyezés   |
| ----------------- | ----------- | ------------ | --------- | ------------------ | --------- | ----------- | ---------- | ---------- |
| Luciano Taccone   | Férfi       | 19:23        | 0:55      | 59:56              | 0:41      | 34:35       | 1:55:30    | 48.        |
| Gonzalo Tellechea | Férfi       | 18:42        | 0:49      | 59:08              | 0:41      | 34:23       | 1:53:43    | 45.        |

## Úszás
Férfi
| Versenyző        | Versenyszám    | Előfutam | Előfutam | Előfutam | Elődöntő | Elődöntő | Elődöntő | Döntő   | Döntő    |
| Versenyző        | Versenyszám    | Idő      | Hely.    | Össz.    | Idő      | Hely.    | Össz.    | Idő     | Helyezés |
| ---------------- | -------------- | -------- | -------- | -------- | -------- | -------- | -------- | ------- | -------- |
| Federico Grabich | 50 m gyors     | 22,44    | 5.       | 31.      | kiesett  | kiesett  | kiesett  | kiesett | kiesett  |
| Federico Grabich | 100 m gyors    | 48,78    | 6.       | 22.      | kiesett  | kiesett  | kiesett  | kiesett | kiesett  |
| Federico Grabich | 200 m gyors    | 1:47,41  | 3.       | 22.      | kiesett  | kiesett  | kiesett  | kiesett | kiesett  |
| Martín Naidich   | 400 m gyors    | 3:54,58  | 3.       | 39.      |          |          |          | kiesett | kiesett  |
| Martín Naidich   | 1500 m gyors   | 15:39,93 | 8.       | 43.      |          |          |          | kiesett | kiesett  |
| Santiago Grassi  | 100 m pillangó | 52,56    | 7.       | 24.      | kiesett  | kiesett  | kiesett  | kiesett | kiesett  |

Női
| Versenyző        | Versenyszám    | Előfutam | Előfutam | Előfutam | Elődöntő | Elődöntő | Elődöntő | Döntő   | Döntő    |
| Versenyző        | Versenyszám    | Idő      | Hely.    | Össz.    | Idő      | Hely.    | Össz.    | Idő     | Helyezés |
| ---------------- | -------------- | -------- | -------- | -------- | -------- | -------- | -------- | ------- | -------- |
| Julia Sebastián  | 200 m mell     | 2:27,98  | 1.       | 21.      | kiesett  | kiesett  | kiesett  | kiesett | kiesett  |
| Virginia Bardach | 200 m pillangó | 2:13,58  | 3.       | 26.      | kiesett  | kiesett  | kiesett  | kiesett | kiesett  |
| Virginia Bardach | 200 m vegyes   | 2:17,94  | 7.       | 37.      | kiesett  | kiesett  | kiesett  | kiesett | kiesett  |
| Virginia Bardach | 400 m vegyes   | 4:49,69  | 5.       | 31.      |          |          |          | kiesett | kiesett  |

## Vitorlázás
Férfi
| Versenyző                         | Versenyszám     | Futam | Futam | Futam | Futam | Futam | Futam | Futam | Futam | Futam | Futam | Futam | Futam | Futam   | Pontszám | Helyezés |
| Versenyző                         | Versenyszám     | 1     | 2     | 3     | 4     | 5     | 6     | 7     | 8     | 9     | 10    | 11    | 12    | É       | Pontszám | Helyezés |
| --------------------------------- | --------------- | ----- | ----- | ----- | ----- | ----- | ----- | ----- | ----- | ----- | ----- | ----- | ----- | ------- | -------- | -------- |
| Bautista Saubidet                 | Szörfvitorlázás | 20    | 16    | 19    | 17    | 12    | 23    | 14    | 25    | 24    | 18    | (29)  | 22    | kiesett | 210      | 21.      |
| Facundo Olezza                    | Finn dingi      | 1     | 9     | 19    | 18    | 16    | (22)  | 10    | 6     | 1     | 7     |       |       | 14      | 101      | 9.       |
| Julio Alsogaray                   | Laser           | 4     | 2     | 14    | 1     | 24    | (47)  | 12    | 16    | 14    | 20    |       |       | 22      | 129      | 10.      |
| Lucas Calabrese Juan de la Fuente | 470-es osztály  | 17    | 14    | 11    | 11    | (17)  | 12    | 15    | 17    | 5     | 27    |       |       | kiesett | 129      | 16.      |
| Klaus Lange Yago Lange            | 49er osztály    | 11    | 7     | 6     | 16    | 12    | 16    | (21)  | 2     | 2     | 11    | 3     | 11    | 14      | 111      | 7.       |

Női
| Versenyző                          | Versenyszám     | Futam | Futam | Futam | Futam | Futam | Futam | Futam | Futam | Futam | Futam | Futam | Futam | Futam   | Pontszám | Helyezés |
| Versenyző                          | Versenyszám     | 1     | 2     | 3     | 4     | 5     | 6     | 7     | 8     | 9     | 10    | 11    | 12    | É       | Pontszám | Helyezés |
| ---------------------------------- | --------------- | ----- | ----- | ----- | ----- | ----- | ----- | ----- | ----- | ----- | ----- | ----- | ----- | ------- | -------- | -------- |
| María Tejerina                     | Szörfvitorlázás | 21    | 12    | 16    | 17    | 21    | 19    | 16    | 16    | 24    | (27)  | 23    | 21    | kiesett | 206      | 21.      |
| Lucia Falasca                      | Laser radial    | 7     | 11    | 19    | 15    | 20    | 22    | 1     | 15    | 3     | (25)  |       |       | kiesett | 113      | 11.      |
| María Sol Branz Victoria Travascio | 49erFX osztály  | 14    | (20)  | 13    | 9     | 19    | 13    | 7     | 11    | 10    | 4     | 11    | 19    | kiesett | 129      | 13.      |

Vegyes
| Versenyző                              | Versenyszám | Futam | Futam | Futam | Futam | Futam | Futam | Futam | Futam | Futam | Futam | Futam | Futam | Futam | Pontszám | Helyezés |
| Versenyző                              | Versenyszám | 1     | 2     | 3     | 4     | 5     | 6     | 7     | 8     | 9     | 10    | 11    | 12    | É     | Pontszám | Helyezés |
| -------------------------------------- | ----------- | ----- | ----- | ----- | ----- | ----- | ----- | ----- | ----- | ----- | ----- | ----- | ----- | ----- | -------- | -------- |
| Santiago Lange Cecilia Carranza Saroli | Nacra 17    | 11    | 2     | 13    | 2     | 12    | 6     | 1     | 6     | 9     | (21)  | 2     | 1     | 12    | 77       |          |

## Vívás
Női
| Versenyző     | Versenyszám  | Selejtező         | 32-es főtábla               | Nyolcaddöntő      | Negyeddöntő       | Elődöntő          | Bronz- mérkőzés   | Döntő             | Helyezés |
| Versenyző     | Versenyszám  | Ellenfél Eredmény | Ellenfél Eredmény           | Ellenfél Eredmény | Ellenfél Eredmény | Ellenfél Eredmény | Ellenfél Eredmény | Ellenfél Eredmény | Helyezés |
| ------------- | ------------ | ----------------- | --------------------------- | ----------------- | ----------------- | ----------------- | ----------------- | ----------------- | -------- |
| Pérez Maurice | Kard, egyéni | erőnyerő          | Cécilia Berder (FRA) · 6-15 | kiesett           | kiesett           | kiesett           | kiesett           | kiesett           | 25.      |